# Lông bay

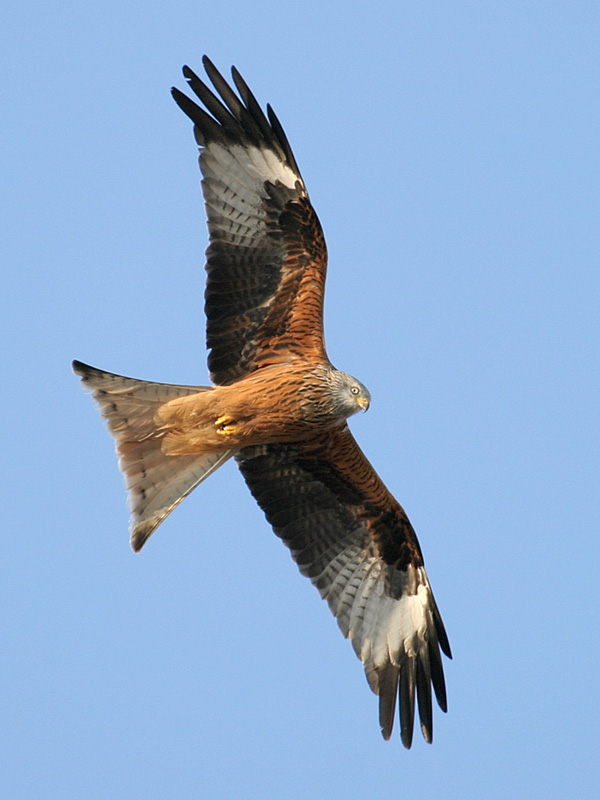
Một con chim ưng (Milvus milvus) đang bay, có thể thấy cả lông bay cánh và lông bay đuôi ở loài chim này.

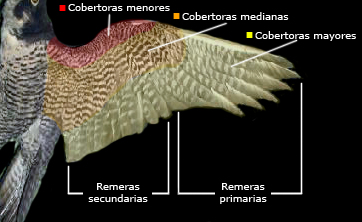
Hình thái lông bay cánh của chim cắt lớn, loài chim bay nhanh nhất và do đó, là loài di chuyển nhanh nhất thế giới động vật trên Trái Đất với tốc độ kỷ lục 389 km/h

Lông bay (Pennae volatus) là những chiếc lông vũ dài, cứng; có hình dạng bất đối xứng, nhưng được xếp cân đối trên cánh hoặc đuôi của chim, chức năng chính là hỗ trợ tạo ra lực đẩy và lực nâng, nhờ đó giúp chim có thể bay. Những lông bay nằm ở cánh được gọi là lông bay cánh, còn những lông bay ở đuôi được gọi là lông bay đuôi. Bên cạnh đó, lông bay của một số loài chim đã tiến hóa để thực hiện thêm các chức năng khác, thường liên quan đến các tập tính như báo hiệu lãnh thổ, tán tỉnh hoặc hỗ trợ trong việc tìm kiếm thức ăn. Chẳng hạn, ở một số loài, những chiếc lông này đã phát triển thành những dải dài sặc sỡ nhằm thu hút bạn tình, còn ở một số loài khác, lông bay giúp tạo ra âm thanh trong các màn bay trình diễn. Rìa lông bay cánh ở cú có những răng cưa giúp loài chim này có thể bay mà không tạo ra tiếng động (điều này giúp chúng săn mồi thành công hơn); lông bay đuôi ở chim gõ kiến lại cực kỳ cứng, giúp chúng có thể bám chắc khi mổ vào thân cây. Ngay cả những loài chim không biết bay vẫn còn tồn tại lông bay, dù đôi khi những lông này đã bị biến đổi hoàn toàn.
Việc thay loại lông quan trọng này có thể làm giảm khả năng bay – một vấn đề nghiêm trọng đối với chim. Chính vì vậy, các loài chim khác nhau đã có những cách khác nhau để đối phó với vấn đề này: thay thế tất cả lông bay cùng một lúc (làm chim không thể bay nhưng chỉ trong một khoảng thời gian tương đối ngắn) cho đến kéo dài thời gian thay lông đến tận một vài năm.

## Lông bay cánh

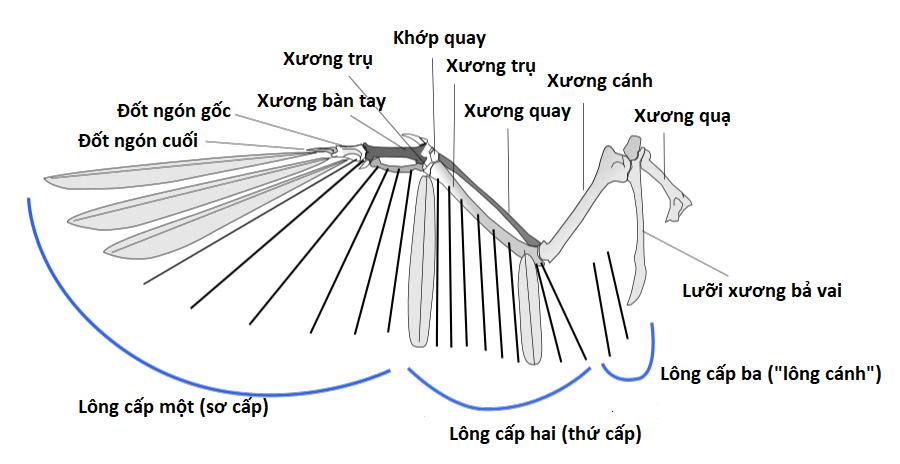
Cấu trúc cánh ở chim, cho thấy vị trí gắn của các lông bay cánh

Lông bay cánh (remige, lấy từ chữ Latinh với nghĩa "người chèo lái") được xếp ở phía sau của cánh. Dây chằng giúp gắn chắc chắn các lông dài này vào xương cánh; một dải gân chắc khỏe được gọi là postpatagium giúp cố định các lông này nằm đúng vị trí. Các lông bay cánh ở chim được xếp đối xứng tương ứng với nhau qua trục cơ thể. Các lông bay tương ứng cũng giống nhau về kích thước và hình dạng (trừ trường hợp đột biến hoặc bị thương), nhưng không nhất thiết phải có họa tiết giống nhau. Tên của các loại lông khác nhau được đặt tùy thuộc vào vị trí của chúng dọc theo cánh.

### Lông sơ cấp

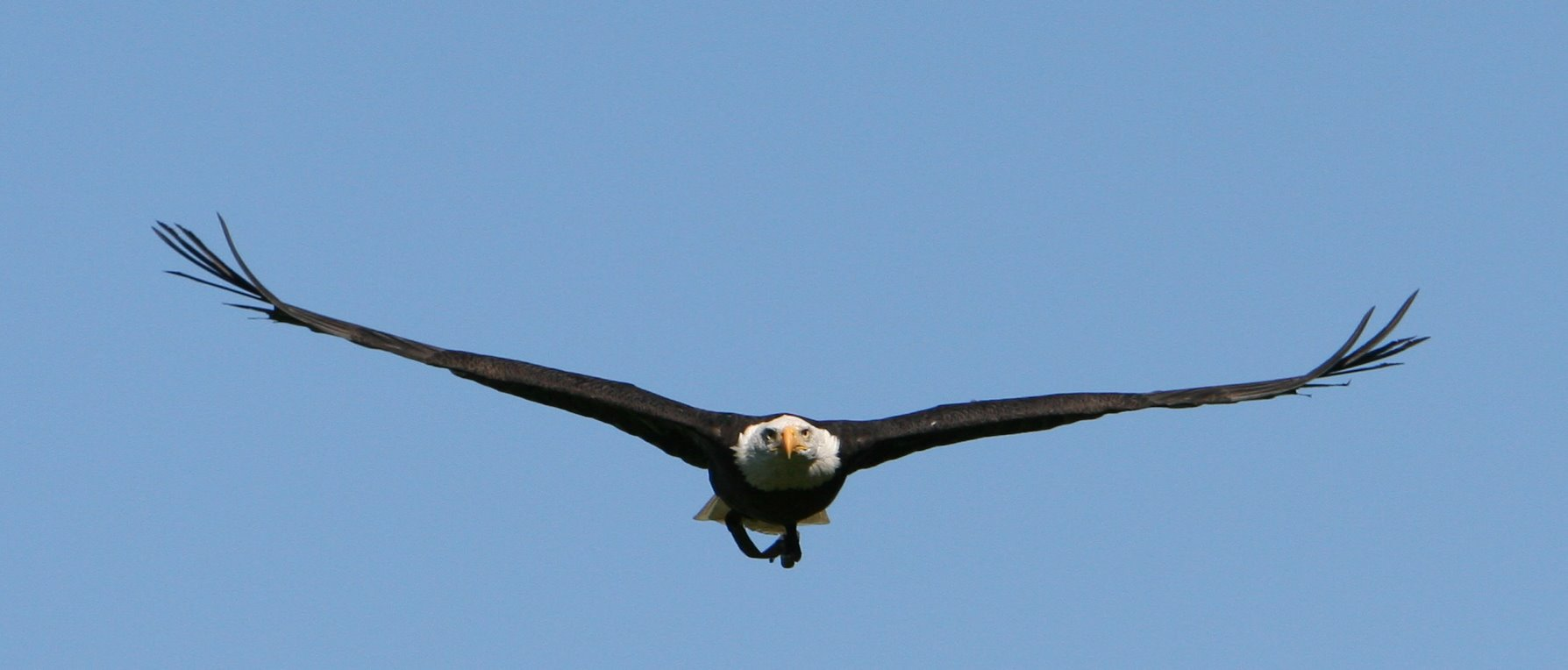
Một con đại bàng đầu trắng (Haliaeetus leucocephalus) đang bay, có thể thấy những chiếc lông sơ cấp được xòe rộng ra để giảm sức cản và tăng lực nâng.

Lông sơ cấp được gắn với "bàn tay" của chim (cấu tạo từ khớp và các đốt ngón). Đây là những chiếc lông dài và hẹp nhất trong số các lông bay cánh (đặc biệt là ở những chiếc lông được gắn vào đốt ngón), mỗi chiếc lông này có thể được xoay độc lập với nhau. Hàng lông này là thiết yếu trong quá trình vỗ cánh bay, vì chúng là nguồn lực đẩy chính, giúp chim tiến về phía trước trong không trung. Các tính chất cơ học của lông sơ cấp cũng rất quan trọng trong việc hỗ trợ việc bay. Hầu hết lực đẩy được tạo ra khi cánh được vỗ xuống trong lúc bay. Nhưng kể cả khi nâng cánh (mà chim thường thực hiện bằng cách kéo cánh sát với cơ thể của mình), chim vẫn có thể tạo ra một lực đẩy bằng cách tách và xoay các lông sơ cấp; ngoài ra, khi làm vậy thì chim cũng đồng thời làm giảm sức cản gió. Các lông sơ cấp của các loài chim lớn bay cao cũng có thể được xòe rộng, giúp giảm tạo ra xoáy gió trên cánh và nhờ vậy cũng sẽ làm giảm sức cản của gió. Các tơ lông ma sát trên những chiếc lông này được đặc trưng với những móc thùy lớn giúp bám và ngăn chặn việc trượt lông quá mức, cấu trúc này có mặt ở hầu hết các loài chim bay.
Các loài chim khác nhau một chút về số lượng lông sơ cấp mà chúng sở hữu. Các loài chim không phải sẻ thường có từ khoảng 9 đến 11 chiếc lông nhưng chim lặn, cò và hồng hạc lại có 12, và đà điểu thì có 16 chiếc. Hầu hết các loài chim sẻ hiện đại có mười chiếc lông này, một số chỉ có chín. Những loài chỉ có chín chiếc thường bị thiếu lông ở vị trí xa nhất, vốn cũng không nổi bật ở các loài sẻ.
Các những lông sơ cấp ngoài cùng, những lông được gắn với đốt ngón, đôi khi còn được gọi là lông pi-nhông.

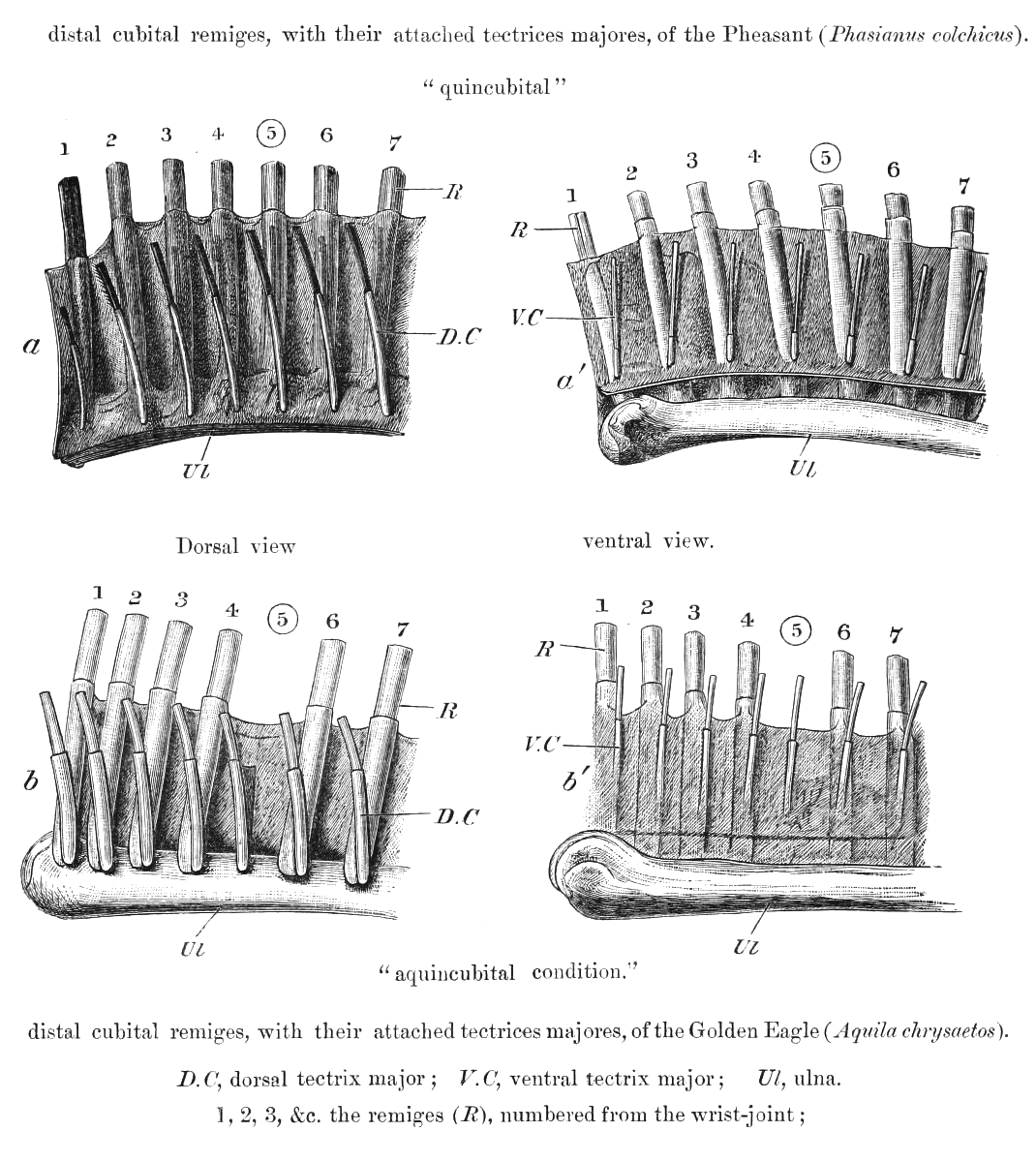
Lông thứ cấp ở gà lôi cho thấy kiểu eutaxis (ở trên) còn lông thứ cấp ở đại bàng cho thấy kiểu diastataxis (bên dưới).

### Lông thứ cấp

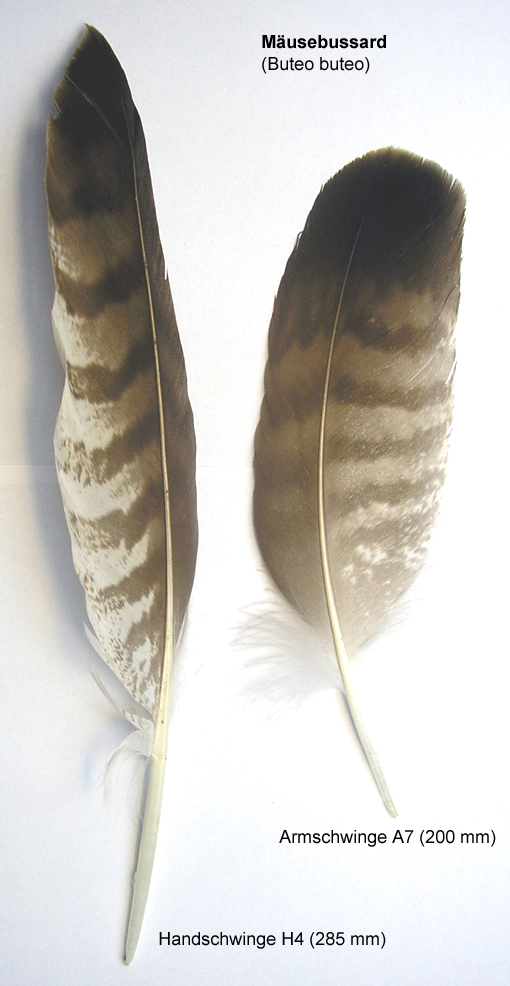
Lông sơ cấp (bên trái) và lông thứ cấp (phải) ở một con diều thường (Buteo buteo); để ý cấu trúc bất đối xứng của hai chiếc lông này.

Lông thứ cấp được gắn vào xương cánh tay. Một số loài, dây chằng gắn những lông này với xương được nối với các lông nhỏ, tròn, được gọi là nút lông, cũng nằm trên xương cánh tay. Một số loài khác lại không có những nút lông như vậy. Trong quá trình bay, các lông thứ cấp vẫn ở gần nhau (chứ không thể tách ra như lông sơ cấp) và giúp cung cấp lực nâng bằng cách tạo hình cho sải cánh của chim (giống hình cánh máy bay). Lông thứ cấp có xu hướng ngắn hơn và rộng hơn so với sơ cấp, đầu lông thứ cấp cũng tù hơn (xem hình bên).
Giống lông sơ cấp, các loài chim khác nhau có số lượng lông thứ cấp khác nhau: từ chim ruồi chỉ có 6 chiếc cho đến một số loài hải âu với 40 chiếc. Nhìn chung, các loài chim lớn và cánh dài hơn thì có nhiều lông này hơn. Những loài chim thuộc vào khoảng 40 họ chim không phải sẻ có vẻ bị thiếu đi lông thứ năm trên mỗi cánh, gọi là kiểu diastataxis (những loài có đầy đủ lông thứ năm thì gọi là kiểu eutaxic). Vì vậy, ở những loài chim này, chiếc lông phủ vốn che đi lông thứ cấp số năm sẽ không che đi bất cứ lông bay nào; hiện tượng này có thể là do sự xoắn của mầm lông trong quá trình phát triển phôi. Chim lặn gavia, chim lặn, bồ nông, chim ưng và đại bàng, hạc, dẽ, vẹt và cú cũng thiếu mất lông thứ năm này.

### Lông cấp ba
Lông cấp ba mọc ở vùng cánh của chim và không được coi là lông bay thực sự vì chúng không gắn vào xương tương ứng, trong trường hợp này là xương cánh. Những lông cấp ba "thực sự" (được gắn vào xương) có chức năng như một lớp phủ bảo vệ toàn bộ hoặc một phần các lông bay sơ cấp và thứ cấp, nhưng chúng không đủ điều kiện để tính là lông bay giống như hai loại lông kể trên  Dù vậy, nhiều tác giả vẫn sử dụng thuật ngữ "lông cấp ba" để chỉ các lông thứ cấp ngắn hơn, đối xứng hơn, nằm ở phía trong cùng ở các loài sẻ (mọc ở mỏm khuỷu và thực hiện chức năng tương tự như các lông cấp ba thực sự) để phân biệt chúng với các lông thứ cấp còn lại. Thuật ngữ "lông cánh" đôi khi được sử dụng cho các loài chim như hải âu và bồ nông vì chúng có xương cánh khá dài.

### Lông phủ
Phần gốc hay cuống của lông bay được bảo vệ bởi một lớp lông không bay, được gọi là lông mình hoặc lông phủ. Có ít nhất một lớp lông phủ ở cả trên và dưới các lông bay cánh; lông bay đuôi cũng có lớp lông phủ như vậy. Những chiếc lông này có thể khác nhau về kích thước và một điều thú vị là, chính các lông phủ mặt trên ở đuôi con công đực, chứ không phải các lông đuôi, đã tạo nên chiếc "quạt" đầy màu sắc ở loài chim này.

### Khía lông
Các lông sơ cấp ngoài cùng của các loài chim bay cao, đặc biệt là ở chim săn mồi, thường cho thấy sự thu hẹp rõ rệt ở một số đoạn khác nhau dọc theo hai cạnh lông. Những đoạn hẹp này được gọi là phần thêm hoặc khía lông. Phần thêm muốn nói đến sự thay đổi dần dần, và có thể được tìm thấy ở cả hai bên của chiếc lông. Khía lông lại muốn đề cập đến một sự thay đổi đột ngột, và chỉ được tìm thấy ở cạnh rộng hơn của lông sơ cấp. Khía lông giúp tạo ra những khoảng trống ở phía tận cùng của lông; không khí sẽ bị ép qua các khoảng trống này, làm tăng lực nâng tạo ra. 

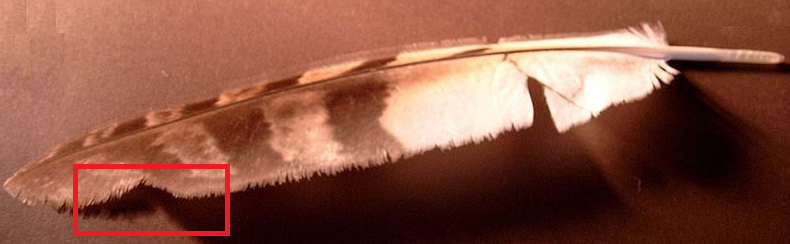
Một khía lông (tương đối sâu) trên lông bay

### Lông alula

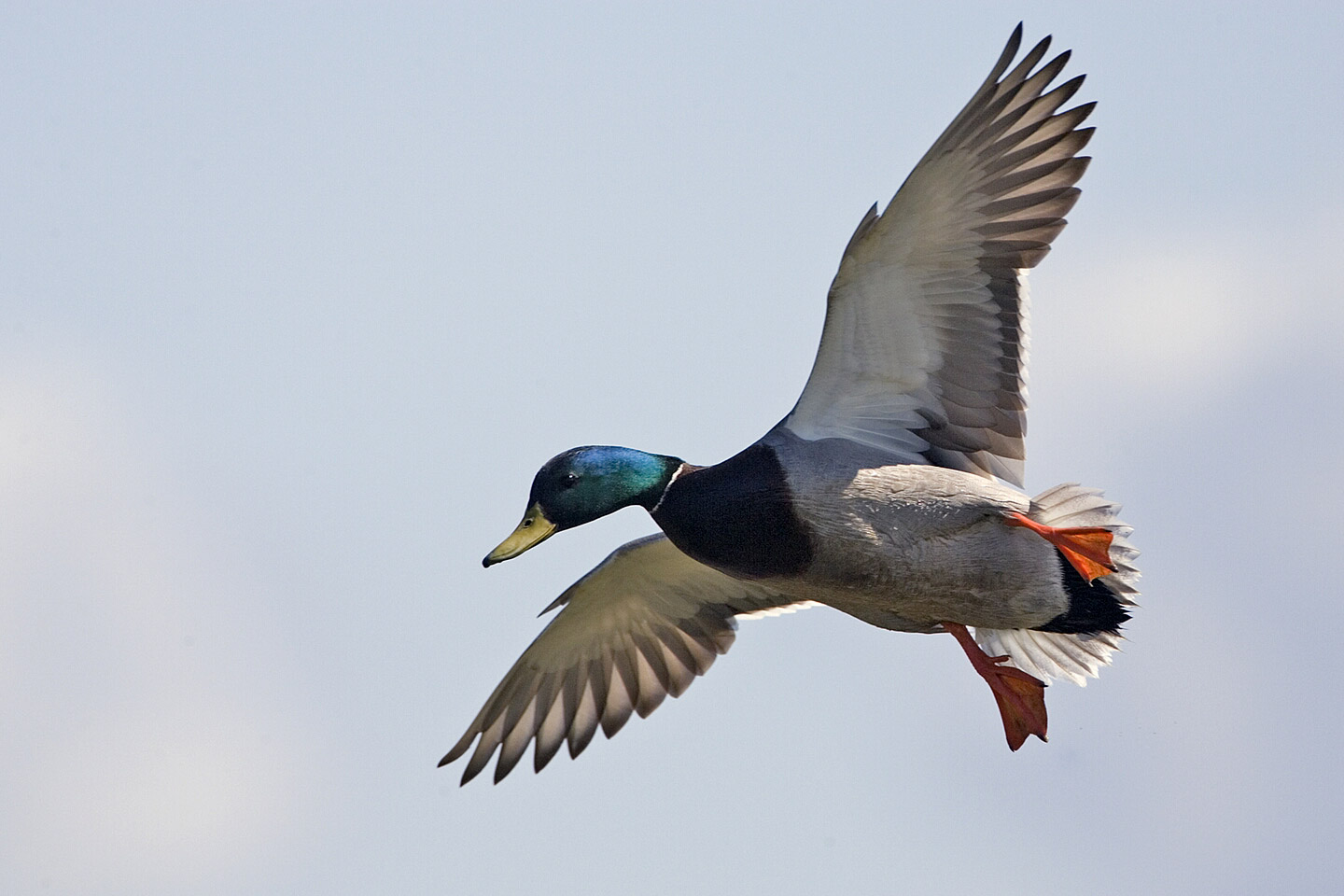
Con vịt cổ xanh đực (Anas platyrhynchos) đang hạ cánh, hay để ý đến lông alula đang chuỗi ra ở mép trước cánh.

Lông alula thường không được coi là lông bay theo nghĩa hẹp: mặc dù các lông này có cấu trúc bất đối xứng, chúng lại thiếu độ dài và độ cứng của hầu hết các lông bay thực sự. Tuy nhiên, một điều chắc chắn là: lông alula có hỗ trợ cho các chuyến bay chậm. Những chiếc lông này được gắn vào "ngón tay cái" của con chim và thường nằm hơi choãi ra so với mép trước của cánh chim – hoạt động giống như cánh tà trước trên cánh máy bay – điều này giúp cánh chim có thể đạt được góc tấn cao hơn bình thường, và nhờ vậy giúp chim có thể cất cánh bay mà không bị chòng chành. Chim cũng có thể điều chỉnh "ngón tai cái" của chúng để điều chỉnh khoảng cách giữa lông alula và phần còn lại của cánh, giúp chim có thể tránh bị chòng chành khi bay ở tốc độ thấp hoặc khi hạ cánh.

### Việc phát triển trì hoãn ở gà móng hoang dã
Sự phát triển của các lông bay cánh (tính cả lông alula) ở loài gà móng hoang dã là chậm hơn rất nhiều so với con non ở các loài chim khác; điều này có thể là do những con non của loài gà này có móng vuốt trên hai ngón đầu tiên. Chúng sử dụng những móng vuốt nhỏ này để bám vào cành cây khi di chuyển và nếu mọc lông trên những móng này có lẽ sẽ ảnh hưởng đến chức năng đó. Hầu hết những con gà này sau đó sẽ bỏ móng đi vào khoảng giữa ngày thứ 70 và 100 của cuộc đời, nhưng một số vẫn giữ các móng này lại—mặc dù chúng đã bị chai sạn và không thể sử dụng được nữa—cho đến khi trưởng thành.

## Lông bay đuôi

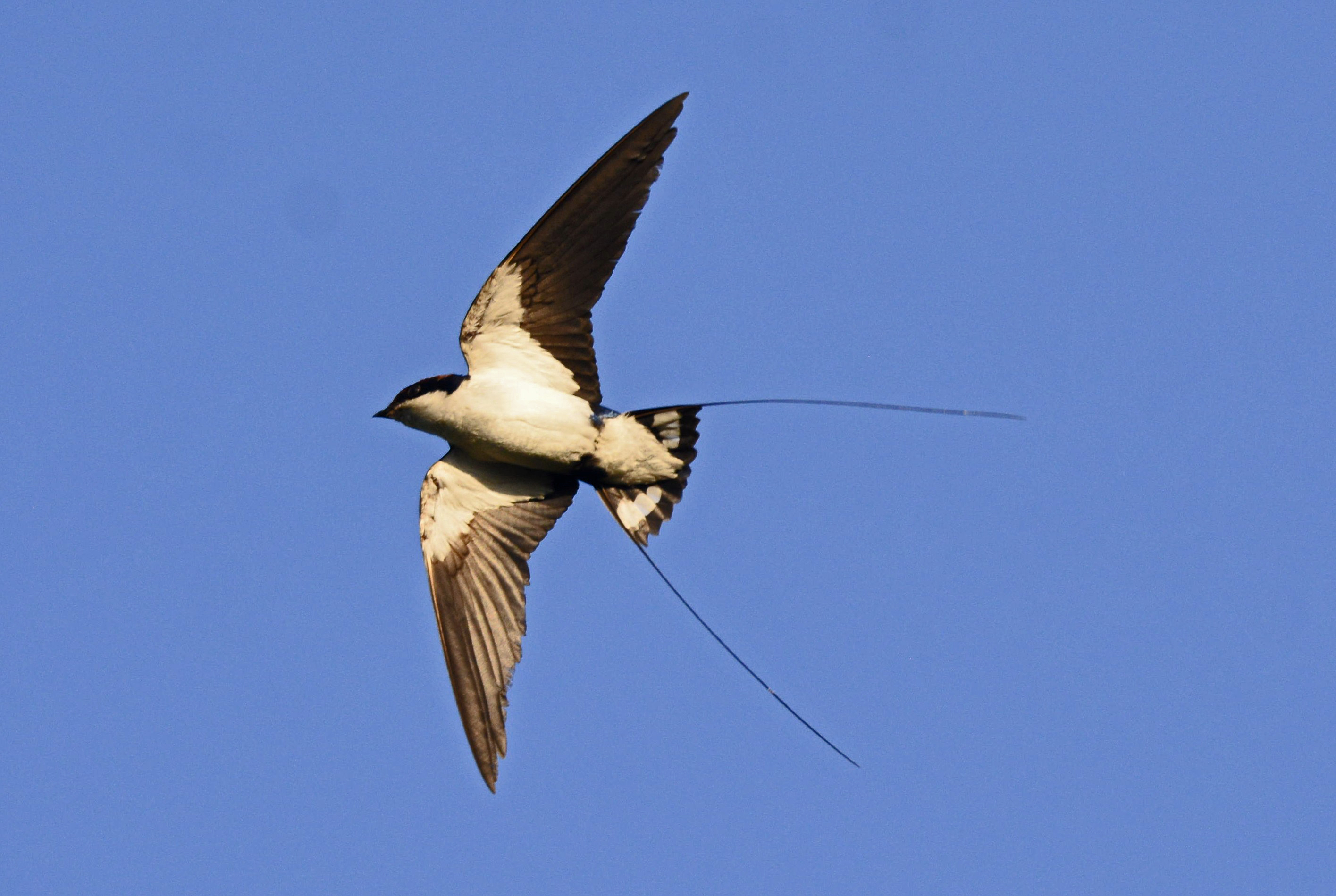
Chim nhạn đuôi dây đang bay. Loài chim này có cặp lông đuôi ngoài cùng rất nổi bật

Lông bay đuôi (rectric, lấy từ tiếng Latinh có nghĩa là "người cầm lái"), giúp chim có thể phanh và kiểm soát trong chuyến bay. Chim chỉ có duy nhất một hàng lông này ở rìa sau của đuôi. Chỉ có cặp lông trung tâm được gắn vào xương đuôi nhờ dây chằng; các cặp lông còn lại được gắn vào phao câu, một cấu trúc phức tạp gồm chất béo và các cơ bao quanh xương đuôi. Các lông bay đuôi luôn đi theo cặp. Phần lớn các loài chim có sáu cặp lông đuôi, nhưng các loài chim lặn và một số loài chim chạy lại không có các lông này, chim cánh cụt cũng tiêu giảm đáng kể kích thước của loại lông này. Nhiều loài gà thông có hơn 12 lông bay đuôi. Một số loài (như gà thông xù lông, gà thông màu dẻ và diều thường) có số lượng lông khác nhau giữa các cá thể. Chim bồ câu thuần hóa cũng có số lượng lông rất thay đổi, đây là kết quả của nhiều thế kỷ chọn lọc giống.

## Quy ước đánh số
Để thuận tiện cho việc trao đổi về các chủ đề như quá trình thay lông hoặc mô tả cấu trúc cơ thể dễ dàng hơn, các nhà điểu học đã đánh số cho mỗi chiếc lông bay. Theo quy ước, các số được gán cho lông sơ cấp luôn bắt đầu bằng chữ P (viết tắt cho primary) chẳng hạn như P1, P2, P3, các lông thứ cấp là chữ S (secondary), các lông cấp ba là chữ T (tertiary) và các lông bay đuôi thì là chữ R (rectric).
Hầu hết các tác giả đánh số các lông sơ cấp theo thứ tự giảm dần, bắt đầu từ lông nằm phía trong cùng (nằm gần nhất với lông thứ cấp) và đánh số ra phía ngoài; một số khác lại đánh số theo thứ tự tăng dần, tức là đánh số từ lông xa nhất và trở vào trong. Mỗi phương pháp đều có lợi thế riêng. Đánh số lông theo kiểu giảm dần giúp thể hiện trình tự thay lông sơ cấp ở đa số loài chim. Trong trường hợp một loài bị thiếu lông sơ cấp ở vị trí xa nhất, như một số loài sẻ được nói ở trên, thì các số thứ tự còn lại cũng không bị ảnh hưởng. Đánh số theo kiểu tăng dần lại giúp thống nhất số thứ tự các lông sơ cấp ở các loài không phải sẻ. Chẳng hạn, các loài chim hầu như luôn có bốn chiếc lông gắn với xương bàn tay, bất kể chúng có bao nhiêu lông sơ cấp tổng số. Phương pháp này đặc biệt hữu ích để chỉ ra các công thức cánh, vì các lông sơ cấp ngoài cùng thường là nơi bắt đầu việc đo đạc.
Lông thứ cấp luôn được đánh số tăng dần, bắt đầu với lông thứ cấp ở ngoài cùng (nằm gần nhất với lông sơ cấp) và đánh số vào bên trong. Lông cấp ba cũng được đánh số tăng dần, nhưng trong trường hợp này, các số sẽ được đánh tiếp tục theo số của lông thứ cấp cuối cùng (ví dụ:... S5, S6, T7, T8,... v.v).
Các lông bay đuôi luôn được đánh số từ cặp trung tâm ra ngoài theo cả hai hướng.

## Lông bay chuyên hóa
Ngoài chức năng kinh điển, lông bay ở một số loài đã tiến hóa để thực hiện một số chức năng khác.

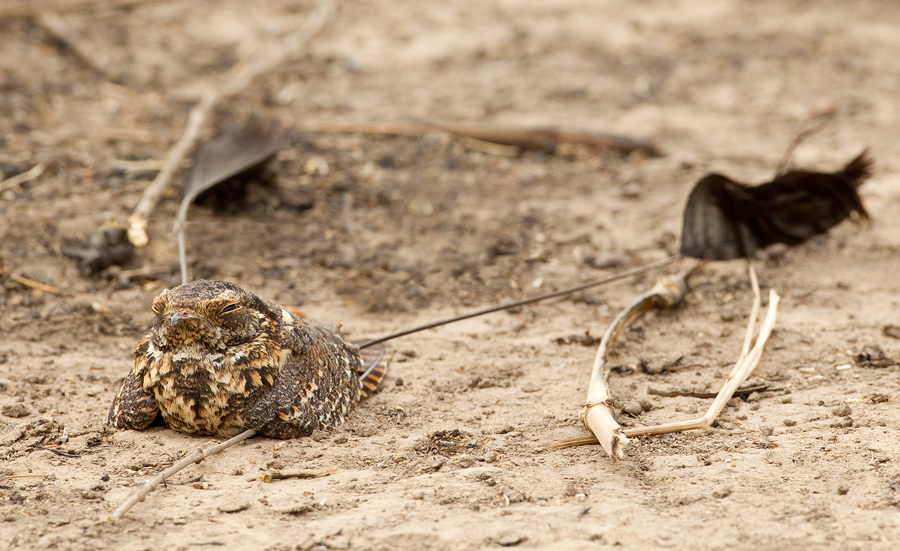
Chim cú muỗi cánh thường, hãy chú ý đến hai chiếc lông sơ cấp được biến đổi trong như hai chiếc cờ ở loài cú này.

Một số loài, chẳng hạn, lông bay cánh và đuôi có thể tạo ra âm thanh trong suốt chuyến bay. Những âm thanh này thường gắn liền với màn tán tỉnh hoặc thể hiện lãnh thổ. Ví dụ, các lông sơ cấp phía ngoài của chim ruồi đuôi rộng đực tạo ra các nốt luyến cao đặc biệt, cả khi chúng bay bình thường lẫn khi chúng "vận sức" trong màn tán tỉnh. Âm thành này sẽ giảm đi khi các lông sơ cấp phía ngoài bị mòn và sẽ biến mất khi chim thay các lông này. Trong chuyến bay theo đường zigzag của chim te mào, các lông sơ cấp lại tạo ra những tiếng vo ve. Các lông sơ cấp bên ngoài của con đực loài dẽ gà Mỹ thì ngắn và hẹp hơn một chút so với con cái, rất có thể đây là nguồn của tiếng huýt và tiếng rít được tạo ra khi chúng thể hiện màn tán tỉnh. Chim manakin cánh chùy lại sử dụng lông thứ cấp biến đổi để tạo ra những âm thanh rõ ràng nhằm thu hút bạn tình. Một lông thứ cấp có đầu cong trên mỗi cánh được chà vào lông thứ cấp khác có gờ liền kề với tốc độ cao (khoảng 110 lần mỗi giây, nhanh hơn một chút so với nhịp vỗ cánh của chim ruồi) để tạo ra các tiếng cọ xát giống như được tạo ra bởi một số côn trùng. Cả chim diều thường và diều Wilson đều có lông đuôi phía ngoài biến đổi để tạo ra tiếng động trong những màn lộn nhào trên không của chúng: khi chim lao xuống, các lông này sẽ xòe ra, gió sẽ lùa qua các khe hở và tạo nên một loạt các nốt cao và thấp. Thú vị là hai phân loài chim kể trên tạo ra các âm thanh khác nhau khi bay, điều này là do loài diều Wilson có hai cặp lông đuôi ngoài cùng được biến đổi thì diều thường chỉ có một cặp duy nhất. Âm thanh tạo ra khác nhau cũng là một tiêu chí để phân biệt hai phân loài này với nhau.

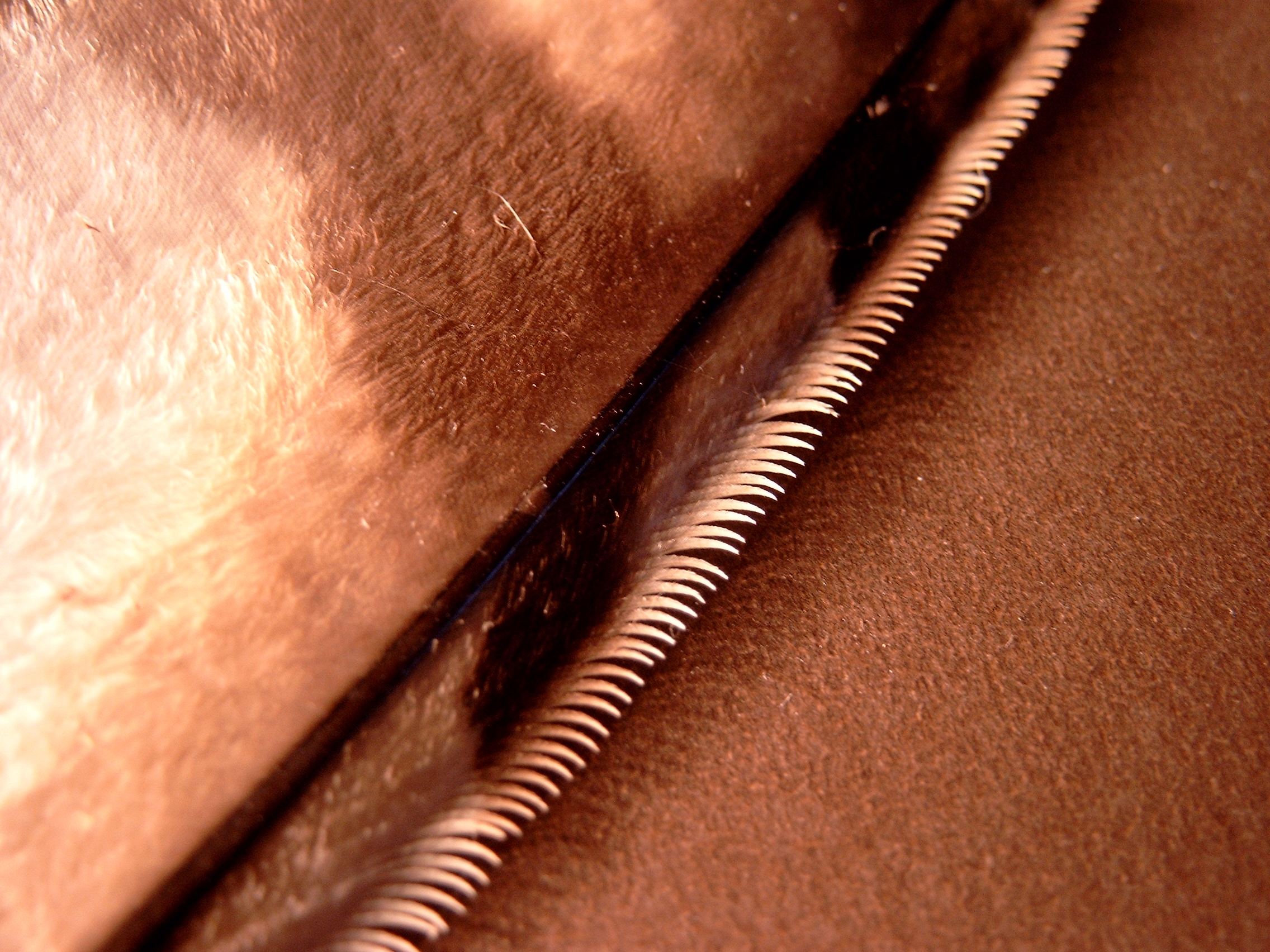
Lông bay ở cú, hãy để ý mép trước của lông có các răng cưa.

Lông bay cũng được một số loài sử dụng trong những màn bay trình diễn. Loài cú muỗi cánh thường và cú muỗi cánh cờ đã biến đổi các lông sơ cấp P2 (theo cách đánh số lùi đã nói ở trên) để gây ấn tượng trong vũ điệu tán tỉnh của chúng. Ở loài cú muỗi cánh thường, lông sơ cấp khác thường này có một cuống cực dài với một "lá cờ" nhỏ (thực ra là một mạng lớn của các tơ lông) ở cuối. Ở loài cú muỗi cánh cờ, lông sơ cấp P2 là một chiếc lông cực dài (nhưng những chi tiết khác thì giống như bình thường), còn các lông P3, P4 và P5 theo sau lại ngắn đi; nhìn tổng thể, cánh của chim như có một dải dài trang trí nằm giữa rất nổi bật.

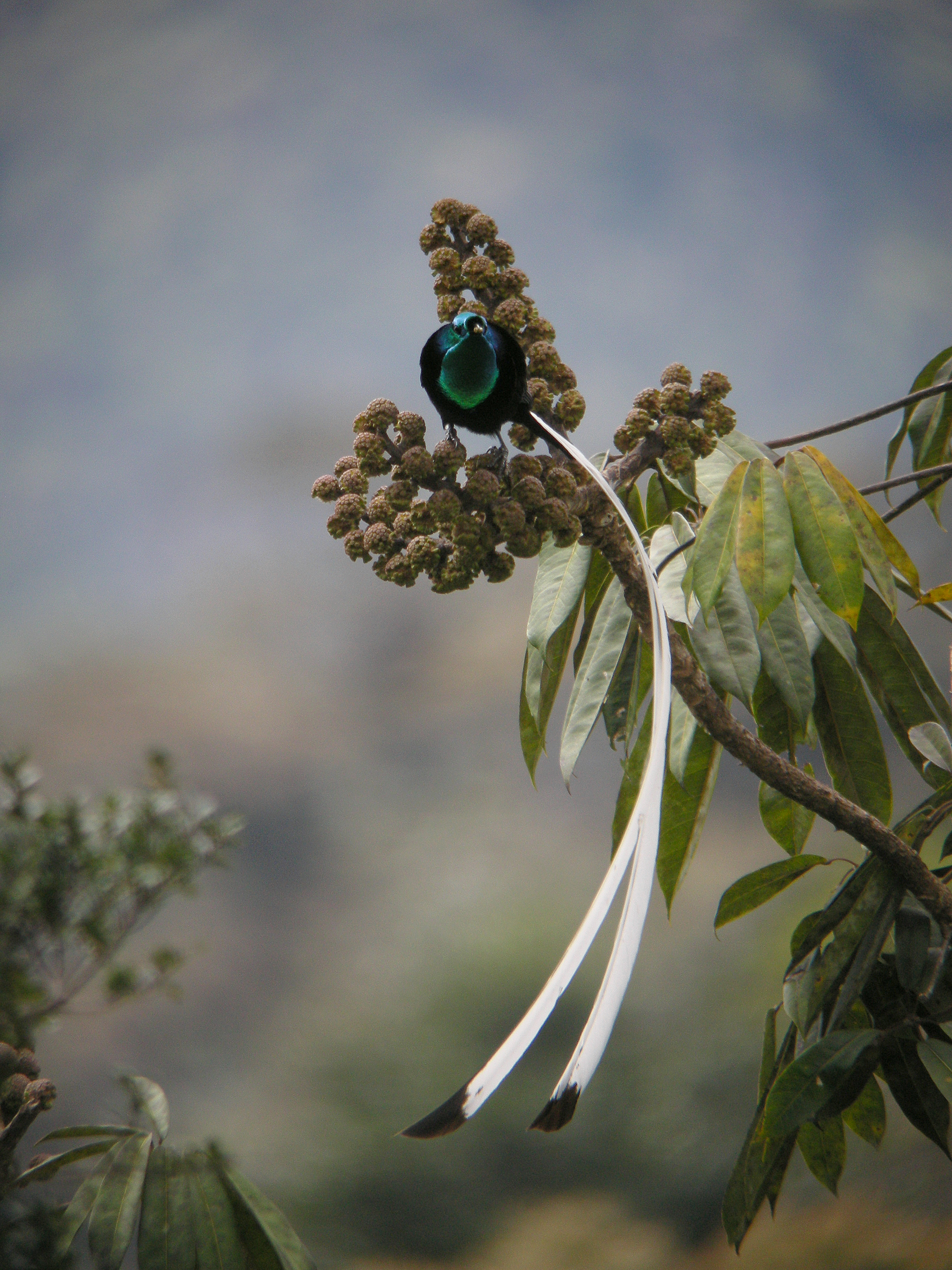
Chim Astrapia đuôi ruy băng, loài chim thiên đường này có chiếc lông đuôi rất dài.

Con đực của nhiều loài, từ loài trĩ đỏ hay được nói đến đến nhiều loài chim Viduidae ở châu Phi, có một hoặc nhiều cặp lông đuôi kéo dài, đóng vai trò cực kỳ quan trọng trong các màn tán tỉnh của chúng. Cặp lông đuôi ngoài cùng ở con đực loài chim lia là rất dài và cong vào ở hai đầu. Những sợi lông này có thể được chim nhấc cao quá đầu (cùng với các lông phủ biến đổi) để tạo nên màn trình diễn ấn tượng của chúng. Nổi tiếng và cũng đặc biệt nhất trong số các loài có lông đuôi biến đổi phải kể đến chim thiên đường. Lông đuôi của họ chim này được biến đổi vô cùng kỳ ảo, chẳng hạn, loài Astrapia đuôi ruy băng có lông đuôi cực dài (gần gấp ba lần chiều dài của cơ thể) còn loài chim thiên đường tráng lệ lại có cặp lông đuôi cong về hai bên rất thú vị.
Lông bay cánh ở cú có những răng cưa dọc mép trước của cánh. Đặc điểm thích nghi này làm ngắt đoạn luồng không khí thổi trên cánh và do vậy loại bỏ được tiếng động do gió thổi trên cánh gây ra. Điều này cho phép những con cú có thể bay và săn mồi trong im lặng.
Các lông đuôi của chim gõ kiến lại ngắn hơn và vô cùng cứng, điều này cho phép chúng bám vào thân cây tốt hơn khi đang "mổ" vào cây. Đặc điểm thích nghi này cũng được tìm thấy, mặc dù ở mức độ thấp hơn, ở một số loài khác kiếm ăn trên thân cây, bao gồm cả chim tiều phu và chim đuôi cứng.
Không phải biến đổi trên lông bay nào cũng có thể biết được rõ ràng chức năng. Những con én đực trong các chi Psalidoprocne và Stelgidopteryx có những cái móc nhỏ cong vào ở mép trước các lông sơ cấp phía ngoài, những cái móc này có chức năng chưa rõ ràng; một số nhà tác giả cho rằng chúng có thể giúp tạo ra âm thanh trong các màn trình diễn lãnh thổ hoặc tán tỉnh.

## Dấu tích ở các loài chim không biết bay

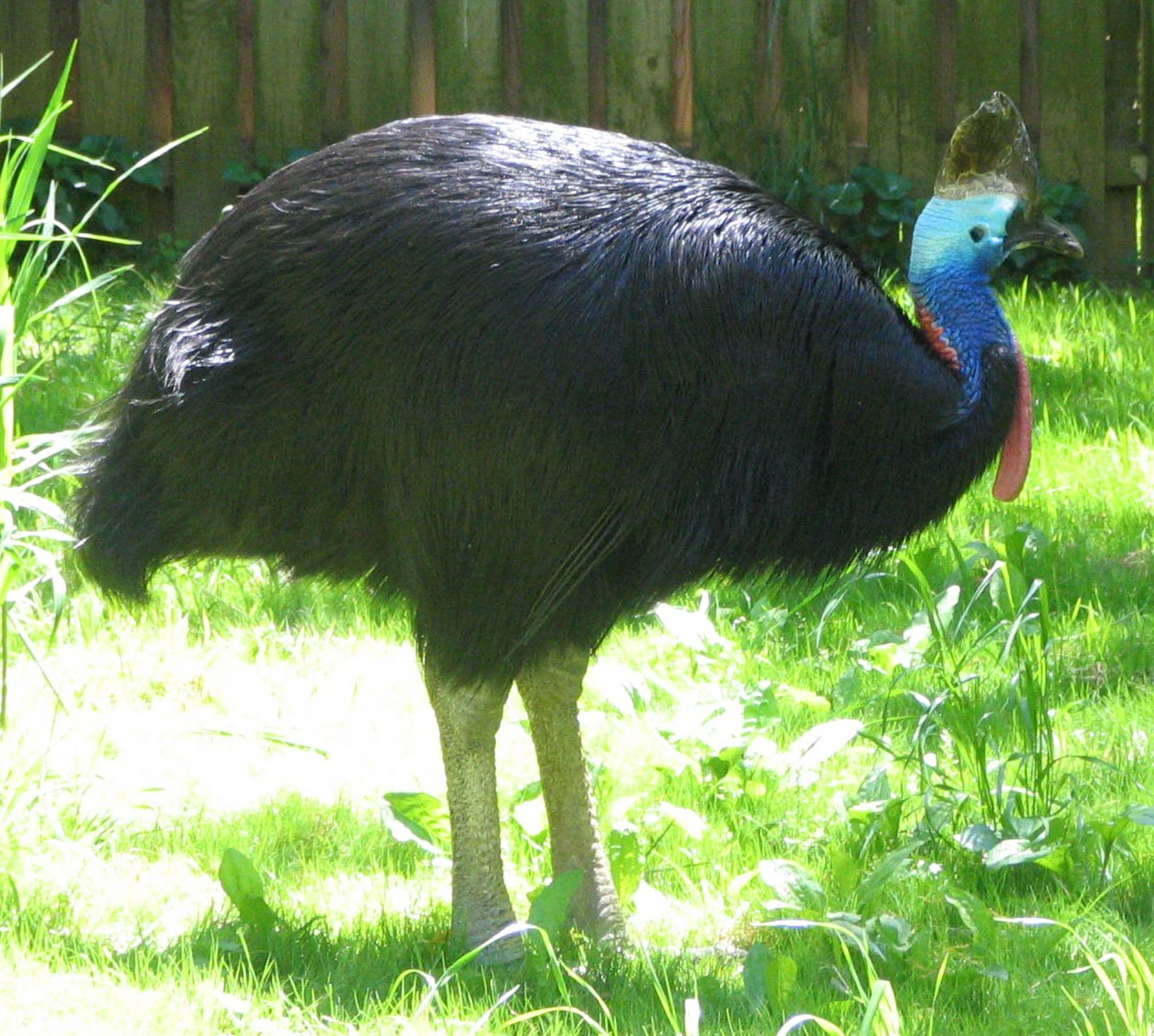
Đà điểu đầu mào phương Nam (Casuarius casuarius), có thể quan sát thấy những lông cánh biến đổi.

Theo thời gian, một số ít các loài chim đã mất đi khả năng bay. Một số loài, chẳng hạn như vịt Tachyeres, cấu trúc lông bay không có thay đổi gì đáng kể. Một số khác, chẳng hạn như chim lặn Titicaca và một số loài gà nước không bay khác, lại có số lượng lông sơ cấp giảm đi.
Lông bay cánh ở những loài chim chạy là mềm hơn và được phủ tơ, những lông này thiếu đi các móc và các tơ lông lồng vào nhau giúp làm cứng lông như ở các loài chim khác. Không chỉ vậy, lông bay cánh của đà điểu emu còn giảm mạnh (theo tỷ lệ) về kích thước, còn lông cánh của đà điểu đầu mào thì tiêu giảm cả về số lượng và cấu trúc, chỉ còn khoảng 5 đến 6 lông trơ ra ở đó. Hầu hết những loài chim chạy đã mất hoàn toàn lông bay đuôi; chỉ có đà điểu vẫn giữ lại cấu trúc này.
Chim cánh cụt cũng không còn những lông bay chuyên dụng của chúng. Khi trưởng thành, cánh và đuôi của chúng được bao phủ bởi cùng một lớp lông nhỏ, cứng và hơi cong không khác gì những lông bình thường trên cơ thể.
Chim Kakapo sống trên mặt đất, là loài vẹt không biết bay duy nhất trên thế giới, có những lông cánh ngắn hơn, tròn hơn và được đối xứng hơn so với những con vẹt có khả năng bay; những chiếc lông bay này cũng chứa ít những tơ lông lồng vào nhau ở phía cuối.

## Thay lông

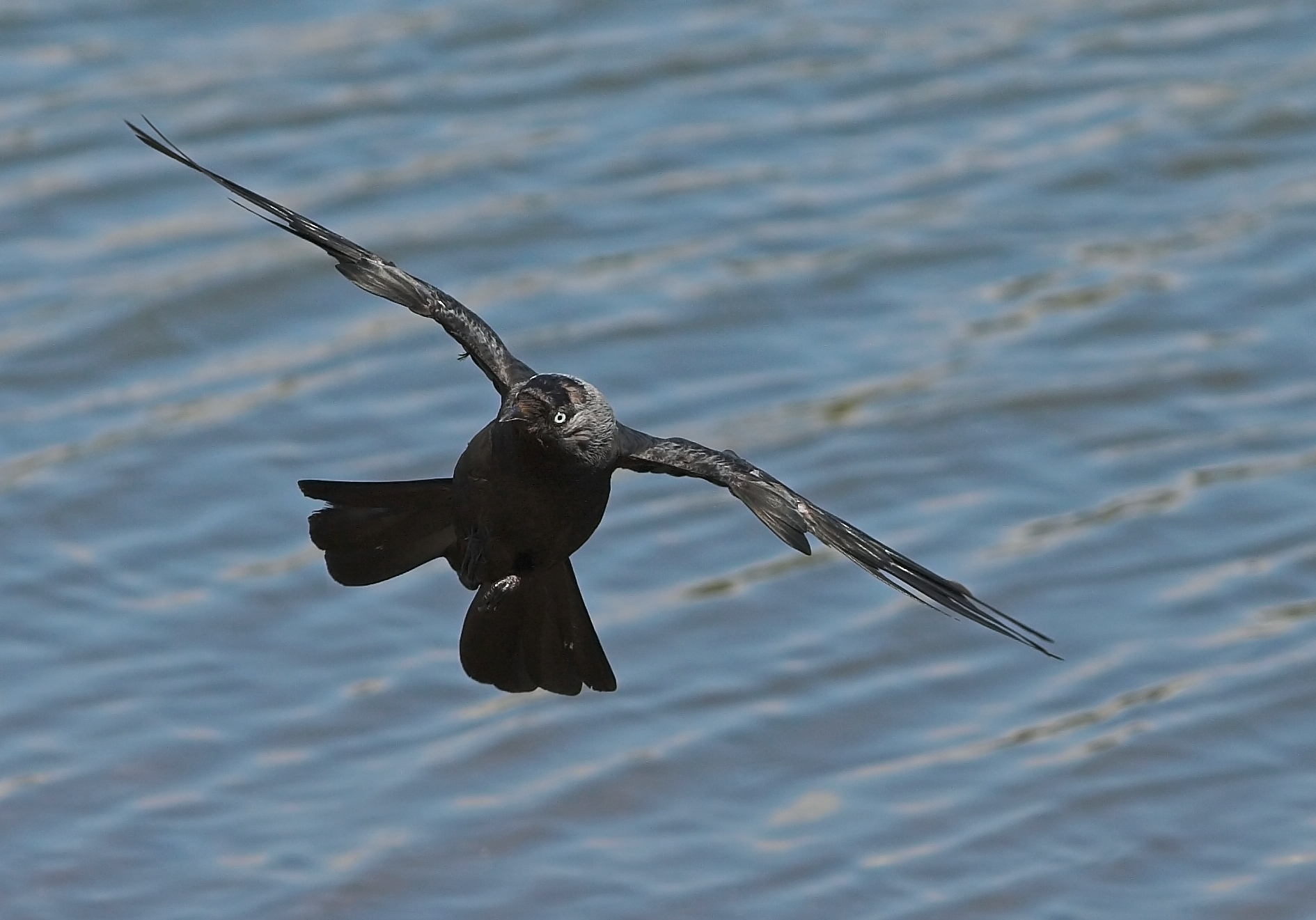
Quạ gáy xám phương Tây (Corvus monedula) đang thay lông, có thể cặp lông đuôi trung tâm đã được bỏ đi.

Một khi chim đã hoàn thành quá trình phát triển, về cơ bản thì lông là những cấu trúc chết. Theo thời gian, lông sẽ bị mòn và trầy đi, và do vậy, cấu trúc này sẽ cần phải được thay mới. Quá trình thay thế này còn được gọi là lột xác hay trong trường hợp cụ thể này là thay lông. Mất đi lông cánh và đuôi có thể ảnh hưởng đến khả năng bay của chim (đôi khi là ảnh hưởng rất nhiều); với một số họ chim khác thì việc mất lông lại làm giảm khả năng kiếm ăn hoặc thực hiện màn tán tỉnh. Do đó, thời gian và tiến trình thay lông bay là khác nhau giữa các họ chim.
Đối với hầu hết các loài chim, việc thay lông bắt đầu tại một vị trí cụ thể nhất định, được gọi là tiêu điểm, nằm trên cánh hoặc đuôi; quá trình thay lông sẽ tiếp tục theo một hoặc cả hai hướng từ điểm đó. Ví dụ, hầu hết các loài chim sẻ có một tiêu điểm ở giữa lông sơ cấp trong cùng (P1, sử dụng sơ đồ đánh số được giải thích ở trên) và lông thứ cấp ngoài cùng (S1) trên cánh và một tiêu điểm ở giữa cặp lông đuôi trung tâm. Khi chim sẻ bắt đầu thay lông, hai chiếc lông gần tiêu điểm nhất sẽ được bỏ đi đầu tiên. Khi lông mới mọc lên đạt gần một nửa chiều dài như lông trưởng thành, cặp lông kế tiếp theo thứ tự (P2 và S2 trên cánh và cả hai chiếc R2 trên đuôi) sẽ rụng đi. Quá trình bỏ và thay thế này cứ tiếp tục cho đến lúc chạm đến một trong hai đầu cánh hoặc đuôi. Tốc độ thay lông có thể khác nhau ngay trong một loài. Ví dụ, một số loài sẻ sinh sản ở Bắc Cực sẽ bỏ đi nhiều lông hơn trong mỗi lượt (làm đôi khi chúng sẽ không bay được) để hoàn thành bộ lông mới của chúng trước khi di cư về phương Nam, nhưng hiện tượng này không có ở những loài tương tự sinh sản ở vĩ độ thấp hơn.
Nhiều loài chim có nhiều hơn một tiêu điểm dọc theo cánh. Ở các loài này, việc thay lông bắt đầu đồng thời tại tất cả các tiêu điểm, nhưng nhìn chung chỉ theo một hướng xác định. Ví dụ, hầu hết các loài gà thông đều có hai tiêu điểm trên mỗi cánh: một ở đầu cánh và một nằm giữa lông P1 và S1. Những loài này sẽ thay lông theo thứ tự giảm dần từ cả hai tiêu điểm trên. Nhiều loài chim với cánh lớn và dài cũng có nhiều tiêu điểm trên cánh.

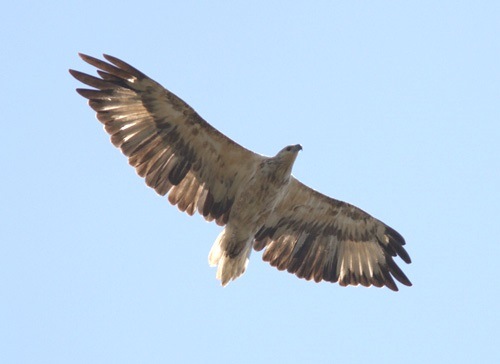
Một con đại bàng bụng trắng (Haliaeetus leucogaster) đang bay, có thể thấy những hàng lông đang được thay ở con chim này.

Một số loài chim có thân hình nặng nề nhưng lại có đôi cánh tương đối ngắn. Ở những loài này, bị mất dù chỉ một vài chiếc lông bay cũng đã rất khó khăn cho việc bay. Nếu việc thay lông kéo dài giống như ở trên sẽ khiến chúng bất lợi trước những vật săn mồi trong một thời gian đáng kể trong năm. Vì vậy, các loài chim này sử dụng chiến lược khác để thay lông: chúng sẽ bỏ hết lông bay cùng một lúc. Dù hoàn toàn không thể bay trong khoảng thời gian từ ba đến bốn tuần, nhưng nếu nhìn tổng thể thì thời gian bất lợi là ngắn hơn đáng kể so với cách thay lông bình thường. Khoảng 11 họ các loài chim, bao gồm cả loe, chim lặn và hầu hết các loài ngỗng, sử dụng chiến lược thay lông này.
Các con chim cu cu lại có cách thay lông đột ngột hay thay lông rất nhanh. Ở dạng đơn giản, loài chim này sẽ bỏ đi và thay thế các lông sơ cấp có số lẻ và sau đó là các lông sơ cấp với số chẵn. Tuy nhiên, theo chiều phát triển của sự sống thì cũng xuất hiện những hình thức phức tạp hơn kể trên.
Chim gõ kiến sống trên cây, loài rất cần đuôi của chúng—đặc biệt là cặp lông đuôi trung tâm rất khỏe—để hỗ trợ khi kiếm ăn, có một cách thay lông rất độc đáo. Thay vì bỏ lông đuôi trung tâm của chúng đầu tiên, như hầu hết các loài chim, chúng giữ lại những chiếc lông này cho đến cuối cùng. Thay vào đó, cặp lông đuôi thứ hai (lông R2) sẽ được bỏ đi đầu tiên. (Ở một số loài trong chi Celeus và Dendropicos, cặp lông đuôi thứ ba được bỏ đi đầu tiên.) Quá trình bỏ và thay thế như đã mô tả cho loài sẻ (phía trên) cứ tiếp tục cho đến khi tất cả các lông được thay mới; chỉ khi đó thì cặp lông đuôi trung tâm mới được bỏ đi. Thứ tự thay lông đặc biệt này giúp lông mới mọc sẽ được bảo vệ, vì chúng luôn được phủ bởi ít nhất một lông hiện có và cũng đảm bảo rằng chiếc đuôi đang thay của chim có khả năng chuẩn bị tốt nhất khi mất cặp lông quan trọng ở trung tâm. Các loài gõ kiến sống trên mặt đất, chẳng hạn như chim vẹo cổ, không có chiến lược thay lông khác biệt này; trên thực tế, chim vẹo cổ bỏ lông đuôi ngoài cùng của chúng trước, và lần lượt thay những lông đuôi tiếp theo với chiều từ ngoài vào.

## Ảnh hưởng của tuổi tác đến lông bay

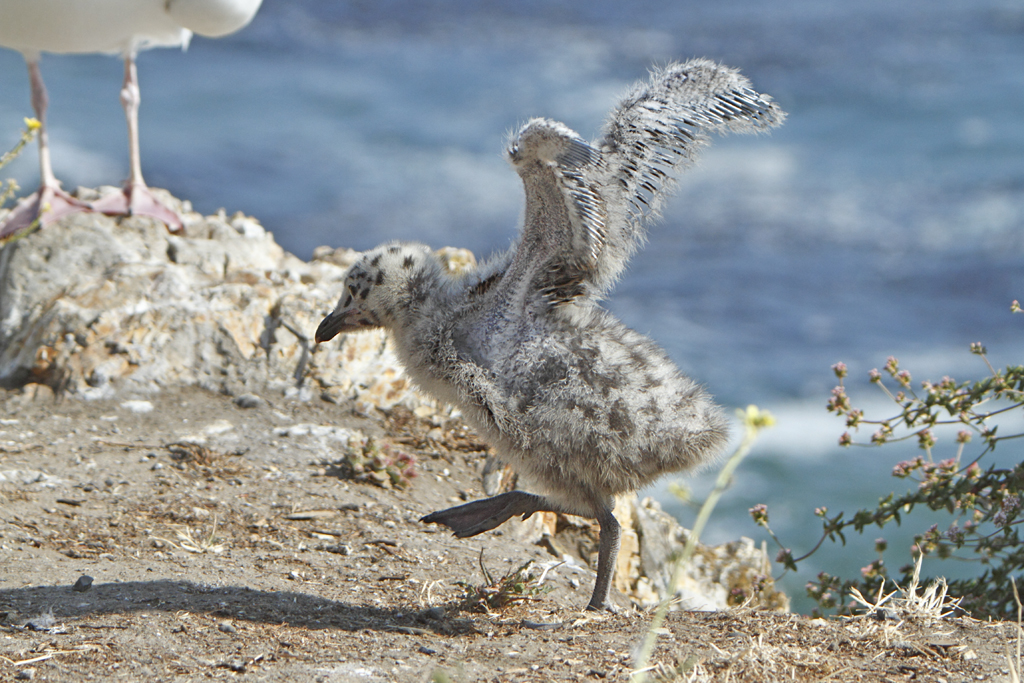
Chú chim hải âu mới ba tuần tuổi đang vỗ chiếc cánh chưa hoàn thiện của mình.

Thường thì lông bay của chim trưởng thành và chim non trong cùng một loài có sự khác biệt rất lớn. Điều này là do tất cả lông của chim non đều được phát triển cùng một lúc còn lông của chim trưởng thành thì được thay từ từ trong thời gian dài (vài năm). Với một nguồn lực có hạn, việc duy trì cả số lượng và chất lượng là khó đảm bảo; vì vậy, các lông mọc khi chim còn non (số lượng nhiều) mềm và kém chất lượng hơn so với lông trưởng thành. Chim sẽ không giữ lại lớp lông non này lâu và sẽ chuyển sang lông trưởng thành khi phát triển.
Lông của chim phát triển với tốc độ khác nhau; tốc độ không đều này tạo nên các dải sáng và tối rõ rệt khi lông được hoàn thành. Những dải màu này gọi là thanh tăng trưởng và chiều rộng của mỗi thanh có thể được sử dụng để xác định tình trạng dinh dưỡng hàng ngày của chim. Việc đọc các thanh sáng tối này có thể ví giống như việc xem vòng gỗ trên thân cây. Mỗi thanh sáng và tối tương ứng với khoảng 24 giờ; bộ môn chuyên nghiên cứu về vấn đề này đã được gọi là niên sử điểu vũ học (tương tự như niên sử thụ mộc học cho cây).
Nhìn chung, chim con có lông mỏng hơn và nhọn hơn ở phần chóp. Điều này có thể được quan sát rõ ràng lúc chim bay, đặc biệt là ở những chim săn mồi. Cũng chính vì đầu lông nhọn hơn mà rìa cánh ở chim non có thể có dạng gần giống răng cưa, do các lông có đầu nhọn hơn, còn cánh ở chim già sẽ bằng và thẳng hơn. Các lông bay ở chim non cũng sẽ có chiều dài khá đồng đều, vì tất cả chúng đều được phát triển cùng một lúc. Ngược lại, các lông ở chim trưởng thành sẽ có kích thước và thời gian sử dụng khác nhau, vì mỗi chiếc được thay vào một thời điểm khác nhau.
Lông bay của chim trưởng thành và chim non có thể khác nhau đáng kể về chiều dài, đặc biệt ở các loài chim săn mồi. Chim non thì thường có lông đuôi dài hơn một chút cùng với cánh ngắn và rộng hơn (các lông sơ cấp bên ngoài ngắn hơn còn các lông sơ cấp và thứ cấp bên trong lại dài hơn) so với con trưởng thành thuộc cùng loài. Tuy nhiên, cũng có nhiều trường hợp ngoại lệ. Ở những loài chim đuôi dài, chẳng hạn như diều đuôi nhạn, diều ăn rắn và diều ăn ong, ví dụ, con non lại có lông đuôi ngắn hơn con trưởng thành. Cũng có những ngoại lệ tương tự cho cánh chim, một số con diều thường có cánh hẹp hơn con trưởng thành, còn ở chim ưng lớn thì con non có cánh dài hơn con trưởng thành. Có giả thuyết cho rằng: những khác biệt này nhằm giúp chim non bù đắp cho việc thiếu kinh nghiệm, cơ bay đang yếu và khả năng bay thì vẫn còn kém.

## Công thức cánh

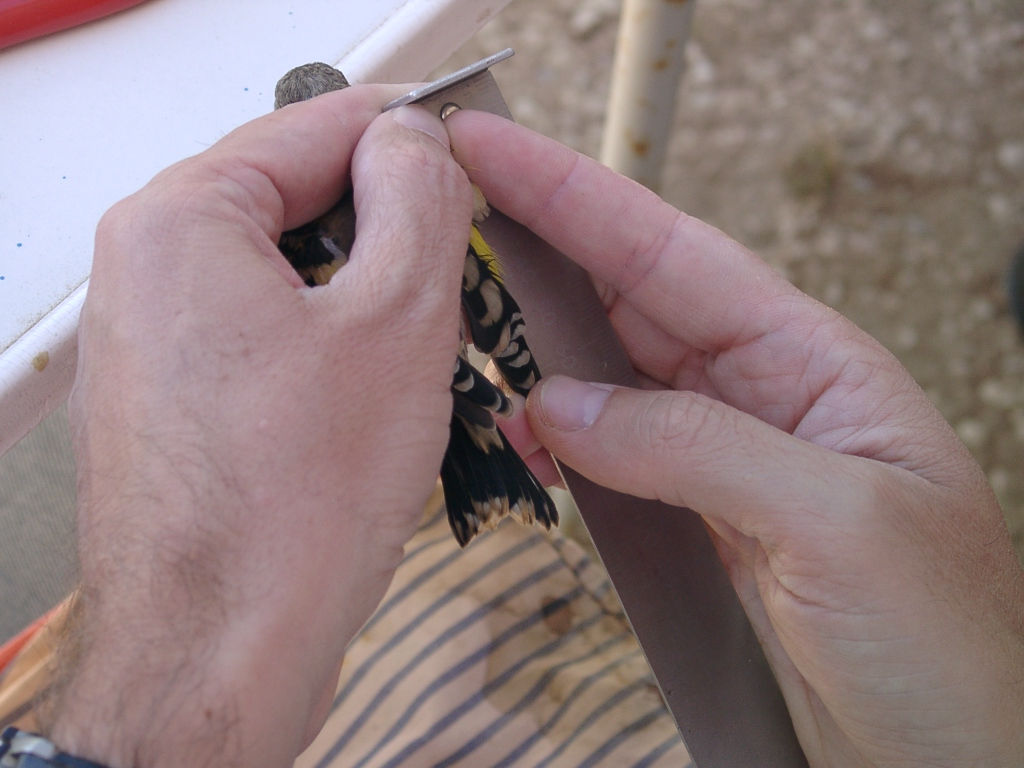
Đo chiều dài của lông sơ cấp, một trong những bước để xác định công thức cánh.

Công thức cánh giúp mô tả hình dạng đầu tận của cánh chim theo một cách toán học. Công thức cánh có thể được ứng dụng để phân biệt các loài chim có bộ lông tương tự nhau, và do đó đặc biệt hữu dụng cho những người đeo vòng cho chim.
Để xác định công thức cánh của chim, khoảng cách giữa đầu ngọn của lông sơ cấp xa nhất và đầu ngọn của lông phủ trên nó (tức là chiếc lông phủ lớn nhất và bảo vệ cuống của lông sơ cấp đang nói đến) sẽ được đo bằng milimét. Trong một số trường hợp, kết quả đo là một số dương (ví dụ, lông sơ cấp vượt ra ngoài chiếc lông phủ nó), một số trường hợp khác, kết quả là một số âm (ví dụ, lông sơ cấp lại được che hoàn toàn bởi chiếc lông phủ, giống như ở một số loài sẻ). Tiếp theo, tcó thể xác định lông sơ cấp dài nhất, và sẽ đo chênh lệch giữa chiều dài của lông vừa mới xác định với các lông sơ cấp còn lại, lông thứ cấp dài nhất cũng sẽ được so sánh; kết quả cũng được ghi bằng milimét. Nếu một lông sơ cấp nào đó có sự hiện diện của khía lông thì khía này cũng cần được quan tâm. Khoảng cách giữa đầu ngọn của lông và khía lông sẽ được đo lại, cũng như độ sâu của khía lông. Tất cả các phép đo khoảng cách trên đều được thực hiện khi cánh chim ở trạng thái gập, để đảm bảo vị trí tương đối của các lông.
Kết quả các phép đo trên chịu ảnh hưởng nhiều bởi tác động của việc bỏ cũng như mọc lông mới; các loài khác xa nhau sẽ cho các kết quả đo khác nhau; nhưng thậm chí, ngay cả ở các loài có họ hàng rất gần gũi thì công thức cánh cũng có sự khác biệt rõ rệt.

## Phần mở rộng sơ cấp

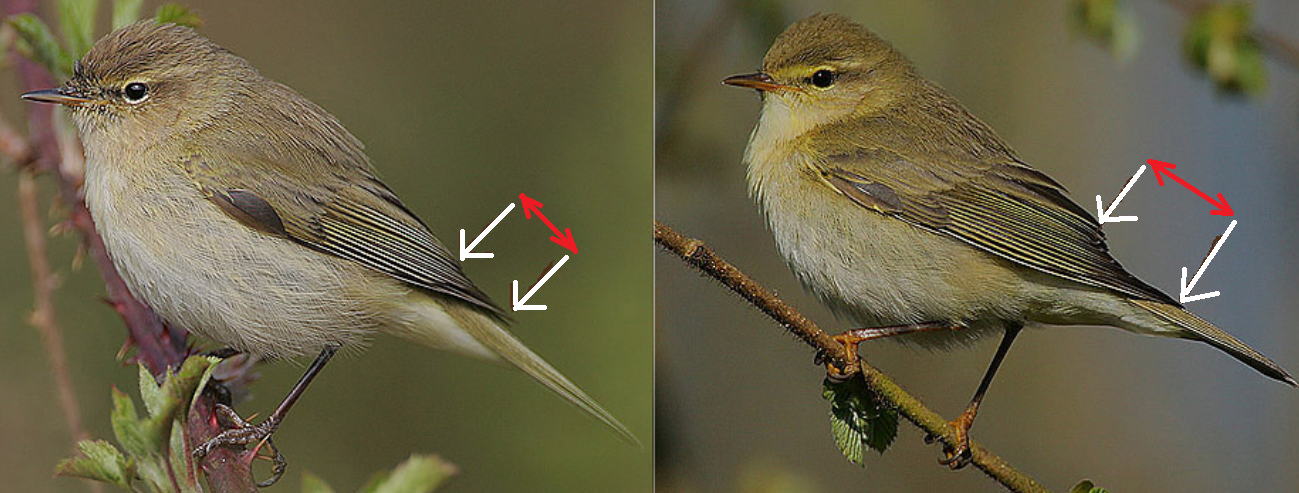
Phần mở rộng sơ cấp (màu đỏ) ở chim chích Á Âu (trái) và chim chích liễu (phải). Vị trí của lông sơ cấp dài nhất và lông thứ cấp (hoặc lông cấp ba) dài nhất được chỉ ra bằng mũi tên trắng.

Ở chim, khoảng cách mà các lông sơ cấp dài nhất vượt ra khỏi lông thứ cấp (hoặc lông cấp ba) dài nhất khi cánh của chúng đang gấp lại được gọi là phần mở rộng sơ cấp hoặc phần thừa sơ cấp. Giống như công thức cánh, phép đo này rất hữu ích để phân biệt giữa các loài chim có bộ lông tương đối giống nhau; tuy nhiên, khác với công thức cánh, không nhất thiết phải có mẫu vật thật trong tay để thực hiện phép đo. Đây là một phép đo tương đối hữu ích, một số loài có phần mở rộng sơ cấp dài, còn một số loài khác có phần mở rộng ngắn hơn. Chẳng hạn, trong số các loài đớp ruồi bạo chúa chi Empidonax ở châu Mỹ, chim đớp ruồi chập tối có phần mở rộng sơ cấp ngắn hơn nhiều so với chim đớp ruồi Hammond; dù cho hai loài này có bộ lông rất giống nhau. Tương tự, chim sơn ca Á Âu và sơn ca phương Đông có bộ lông rất giống nhau, nhưng phần mở rộng sơ cấp của sơn ca châu Âu lại dài hơn nhiều.
Nhìn tổng thể thì, các loài di cư ở khoảng cách xa sẽ có phần mở rộng này dài hơn so với các loài tương tự không di cư hoặc di cư với khoảng cách ngắn hơn.

## Sách tham khảo
- Campbell, Bruce; Lack, Elizabeth, biên tập (1985), A Dictionary of Birds - Từ điển các loài chim, Carlton, Anh: T và A D Poyser, ISBN 0-85661-039-9
- del Hoyo, Josep; Elliott, Andrew; Sargatal, Jordi, biên tập (1992), Handbook of the Birds of the World - Cẩm nang các loài chim trên Thế giới, Tập 1: Đà điểu và vịt, Barcelona: Lynx Edicions, ISBN 84-87334-10-5
- del Hoyo, Josep; Elliott, Andrew; Sargatal, Jordi, biên tập (1997), Cẩm nang các loài chim trên Thế giới, Tập 4: Ngỗng đến cúc-cu, Barcelona: Lynx Edicions, ISBN 84-87334-22-9
- del Hoyo, Josep; Elliott, Andrew; Christie, David, biên tập (2004), Cẩm nang các loài chim trên Thế giới, Tập 9: Chim Cotingidae đến manh và chìa vôi, Barcelona: Lynx Edicions, ISBN 84-87334-69-5
- Ehrlich, Paul R.; Dobkin, Darryl A.; Wheye, Darryl; Pimm, Stuart L. (1994), The Birdwatcher's Handbook: A Guide to the Natural History of the Birds of Britain and Europe: Including 516 Species that Regularly Breed in Europe and Adjacent Parts of the Middle East and North  - Cẩm nang người quan sát, Oxford University Press, ISBN 0-19-858407-5
- Ferguson-Lees, James; Christie, David A. (2001), Raptors of the World - Chim săn mồi trên thế giới, London: Christopher Helm, ISBN 0-7136-8026-1
- Forsman, Dick (1999), The Raptors of Europe and the Middle East: A Handbook of Field Identification - Chim săn mồi ở châu Âu và Trung Đông, London: T và A D Poyser, ISBN 0-85661-098-4
- Grubb, T. C. (1989), "Ptilochronology: Feather Growth Bars As Indicators of Nutritional Status - Niên sử điểu vụ học: sử dụng các thanh phát triển để xác định mức độ dinh dưỡng của chim", Auk, 106: 314–320, JSTOR 4087726
- Jenni, Lukas; Winkler, Raffael (1994), Moult and Ageing of European Passerines - Thay lông và lão hóa ở các loài sẻ, London: Academic Press, ISBN 0-12-384150-X
- Paulson, Dennis (2005), Shorebirds of North America - Chim lội vùng Bắc Mỹ, London: Christopher Helm, ISBN 0-7136-7377-X
- Shawkey, Matthew D.; Beck, Michelle L.; Hill, Geoffrey E. (2003), "Use of a gel documentation system to measure feather growth bars - Sử dụng hệ thống gel để xác định thanh phát triển trên lông chim", J. Field Ornithol., 74 (2): 125–128, doi:10.1648/0273-8570-74.2.125
- Sibley, David; và đồng nghiệp (2001), The Sibley Guide to Bird Life & Behaviour - Dẫn nhập đến đời sông chim và hành vi của chim, London: Christopher Helm, ISBN 0-7136-6250-6
- Trail, Pepper (2001), Lông cánh (PDF), Cục cá và động vật hoang dã Hoa Kỳ, Bản gốc (PDF) lưu trữ ngày 30 tháng 9 năm 2017, truy cập ngày 18 tháng 1 năm 2019